# Suzuki Fronte 800
Der Suzuki Fronte 800 war ein japanischer Kleinwagen, den Suzuki von 1965 bis 1969 produzierte und der damals der Kompaktklasse zuzurechnen war.

## Modellhistorie
Mit dem ab Dezember 1965 verkauften Fronte 800 versuchte Suzuki, in ein höheres Marktsegment als jenes des Suzuki Suzulight und des kleineren Modells Suzuki Fronte einzusteigen. Der Name wurde von diesem übernommen, um Marketingkosten zu sparen und weil dieser bereits in der Öffentlichkeit bekannt war. 
Bereits auf der Tokyo Motor Show 1962 wurde ein viertüriger 700-cm³-Prototyp gezeigt. Ein weiterer Prototyp wurde 1963 auf der Tokyo Motor Show gezeigt und die Produktion angekündigt. Jedoch wurde auf der Motor Show 1964 ein weiteres Vorserienmodell gezeigt, mit der Ankündigung des Marktstartes im Frühjahr des folgenden Jahres. Tatsächlich begann die Produktion des weitgehend von Hand gebauten Modells erst im August 1965. 
Die zweitürige Limousine wurde von dem damaligen Suzuki-Chefdesigner Sasaki Toru entworfen. Die Verkaufszahlen waren jedoch niedrig, da der Wagen in unmittelbarem Wettbewerb mit so beliebten Autos wie dem Toyota Publica oder Datsun Sunny stand. Diese hatten moderne Motoren, im Gegensatz zum Suzuki mit mittlerweile überholtem Zweitaktmotor.
So wurde der Fronte 800 nur spärlich weiterentwickelt. Die größte Veränderung waren im April 1966 separate Vordersitze statt einer Sitzbank, welche ab Juni 1966 – zuerst gegen Aufpreis – auch zu Liegen umgeklappt werden konnten.
Im August 1966 wurde der Verkauf der Standard-Version eingestellt, und es wurde nur noch die De-Luxe-Version (unter anderem mit Liegesitzen) angeboten.
Im April 1969 wurde die Produktion nach weniger als 3000 gebauten Exemplaren eingestellt. Gründe waren neben der benötigten Produktionskapazität für den Verkaufsschlager Suzuki Fronte auch die Unfähigkeit von Suzuki, das Modell preislich so zu platzieren, dass es mit den großen inländischen Herstellern im hart umkämpften japanischen Marktsegment hätte konkurrieren können. Suzuki beschränkte sich daraufhin bis zur Einführung des Modells Cultus 1983 auf Kei-Car-Modelle.

## Technik
Der Dreizylinder-Zweitakt-Benzinmotor mit  785 cm³ Hubraum war sehr ähnlich dem 796-cm³-Zweitakter des DKW Junior.
Die Höchstgeschwindigkeit betrug 115 km/h und die Kraftübertragung erfolgte mittels voll synchronisiertem 4-Gang-Schaltgetriebe, dessen Hebel am Lenkrad montiert war, auf die Vorderräder. Die 5-sitzige Limousine kostete zum Marktstart 465.000 Yen für das Standardmodell und 545.000 ¥ für die De-Luxe-Version.

## Fronte 1100
Eine 1,1-Liter-Version des Motors war für ein geplantes Fronte-1100-Modell entwickelt worden. Der Motoraufbau war gleich dem Motor des DKW F 102 mit 68 PS und 1175 cm³; durch einen dreifachen Solex-Vergaser war das Suzuki-Aggregat mit 80 PS aber deutlich stärker. Der mit Scheibenbremsen vorn ausgestattete Fronte 1100 erreichte so eine Höchstgeschwindigkeit von 160 km/h.
Allerdings entschied sich Suzuki dagegen, kein Serienmodell zu bauen, obwohl die Autofahrer zunehmend mehr Leistung verlangten und der Suzuki Fronte 1100 zumindest anfangs mit den konkurrierenden Angeboten der größeren Hersteller hätte mithalten können.